# Karl Hack
Karl Adolf Hack (ur. 15 czerwca 1892 w Wiedniu, zm. 12 lipca 1954 tamże) – austriacki lekkoatleta, długodystansowiec.
9 czerwca Hack zwyciężył w maratonie Kagran-Gänserndorf-Süssenbrunn, pokonując trasę 40,2 kilometra w czasie 3:08:1,6. Wywalczył tym samym swój jedyny w karierze tytuł mistrza Austrii oraz prawo występu na igrzyskach.
Miesiąc później podczas igrzysk olimpijskich w Sztokholmie (1912) nie ukończył biegu maratońskiego.